# Banca cantonale

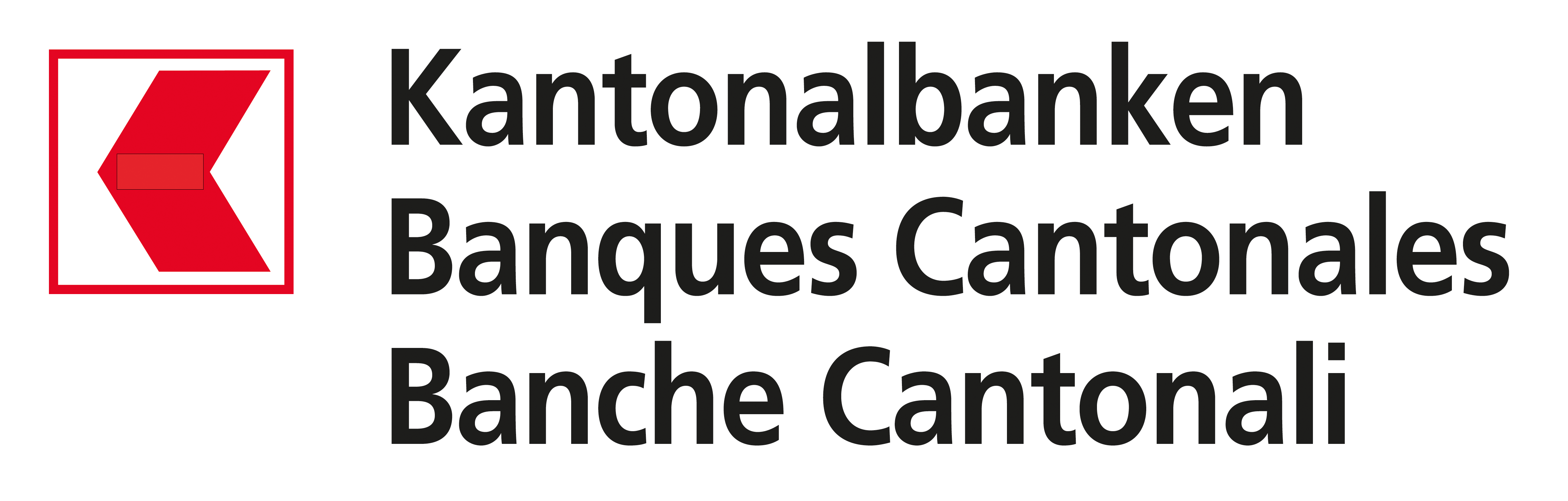

Le banche cantonali (tedesco: Kantonalbank, francese: banque cantonale) sono banche commerciali svizzere di proprietà pubblica, a cui il cantone di residenza fornisce una garanzia per i depositi. Attualmente è in corso un processo di parziale privatizzazione. 
Le banche cantonali sono organizzate e regolate dall'associazione delle banche cantonali svizzere, che ha sede a Basilea. Complessivamente, le banche cantonali rappresentano il 30% del settore bancario svizzero, con una rete di oltre 800 filiali e 16 000 dipendenti.
Le banche cantonali sono 24, una per ciascun cantone e semi cantone, a parte l'Appenzello Esterno, che ha venduto la sua banca alla concorrente UBS e Soletta, che ha privatizzato la sua banca nel 1995 a seguito di uno scandalo. Due banche cantonali, la Zürcher Kantonalbank e la Banque Cantonale Vaudoise (rispettivamente dei cantoni di Zurigo e Vaud), sono la terza e la quarta più grandi del paese, dopo la UBS ed il Credit Suisse.

## Lista delle banche cantonali
- Aargauische Kantonalbank (AKB)
- Appenzeller Kantonalbank (APPKB)
- Banca dello Stato del Cantone Ticino (BancaStato)
- Banque cantonale de Fribourg (BCF/FKB)
- Banque cantonale de Genève (BCGE)
- Banque cantonale du Jura (BCJU)
- Banque cantonale du Valais (BCVS/WKB)
- Banque cantonale neuchâteloise (BCN)
- Banque cantonale vaudoise (BCV)
- Basellandschaftliche Kantonalbank (BLKB)
- Basler Kantonalbank (BKB)
- Berner Kantonalbank (BEKB/BCBE)
- Glarner Kantonalbank (GLKB)
- Graubündner Kantonalbank (GKB)
- Luzerner Kantonalbank (LUKB)
- Nidwaldner Kantonabank (NWKB)
- Obwaldner Kantonalbank (OWKB)
- St.Galler Kantonalbank (SGKB)
- Schaffhauser Kantonalbank (SHKB)
- Schwyzer Kantonalbank (SZKB)
- Thurgauer Kantonalbank (TKB)
- Urner Kantonalbank (URKB)
- Zuger Kantonalbank (ZugerKB)
- Zürcher Kantonalbank (ZKB)